# Synedoida divergens
Synedoida divergens là một loài bướm đêm trong họ Erebidae.